# Liste der EU-Vogelschutzgebiete

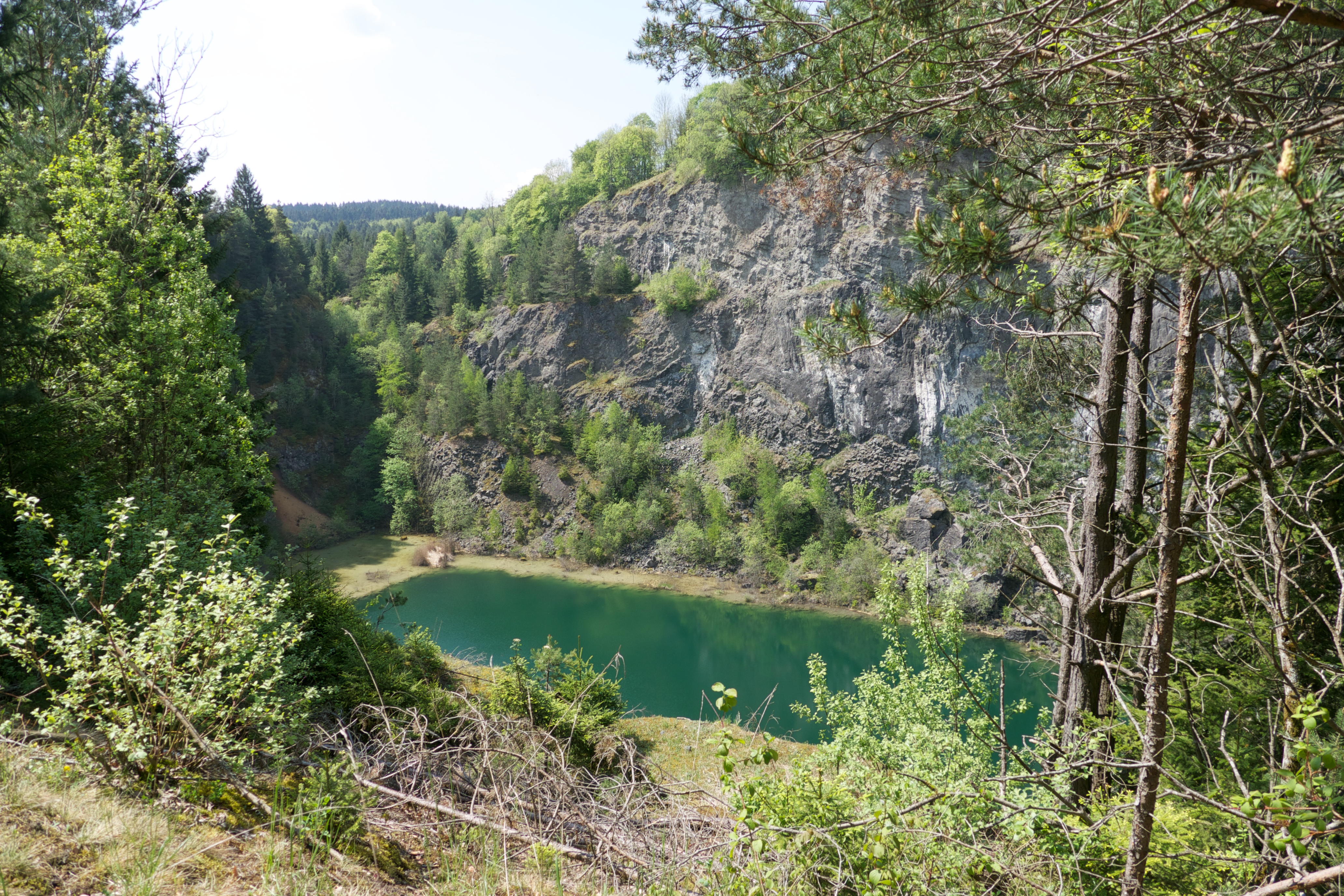
EU-Vogelschutzgebiet Höwenegg in Baden-Württemberg

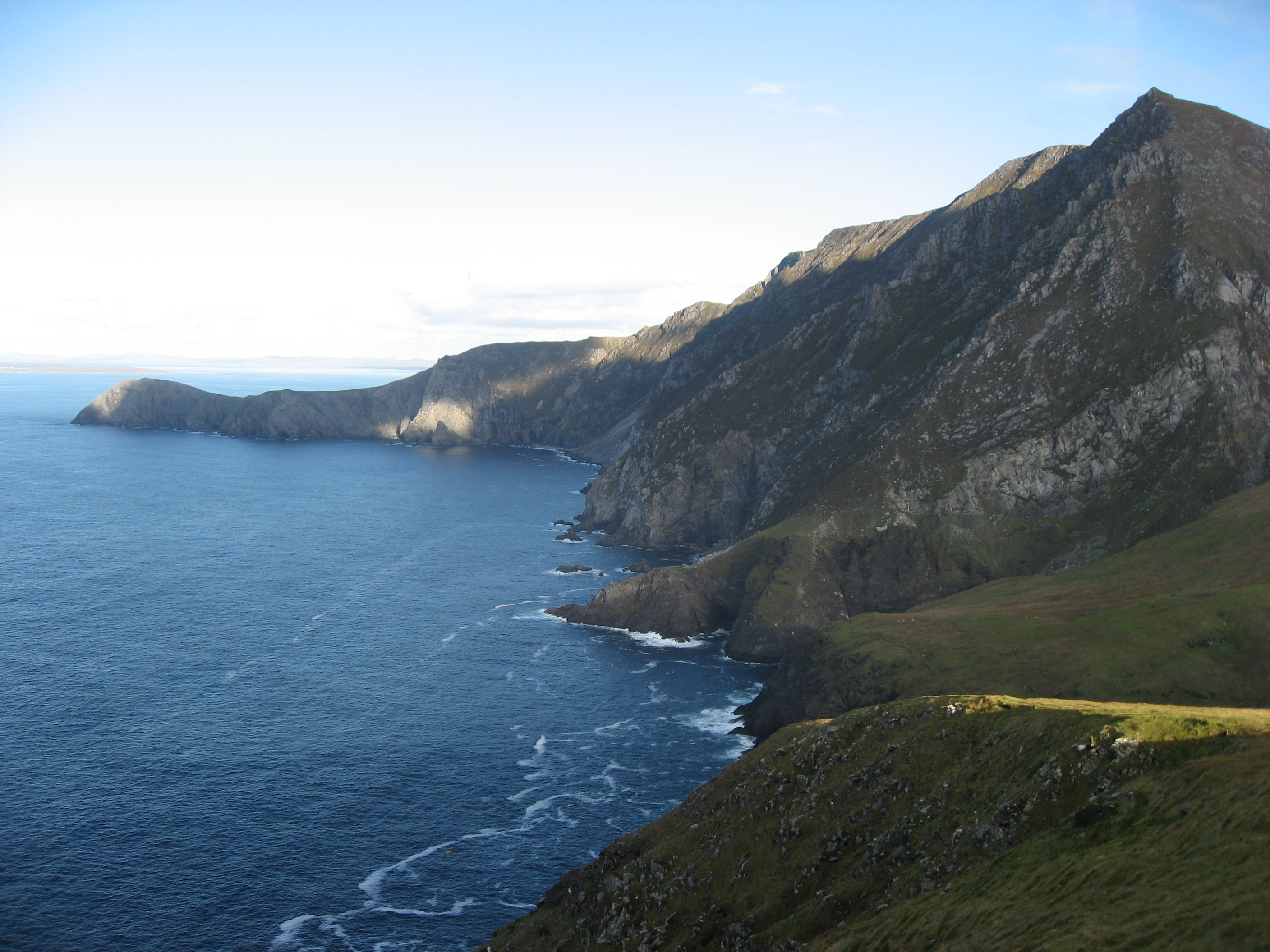
EU-Vogelschutzgebiet Croaghaun/Slievemore in Irland

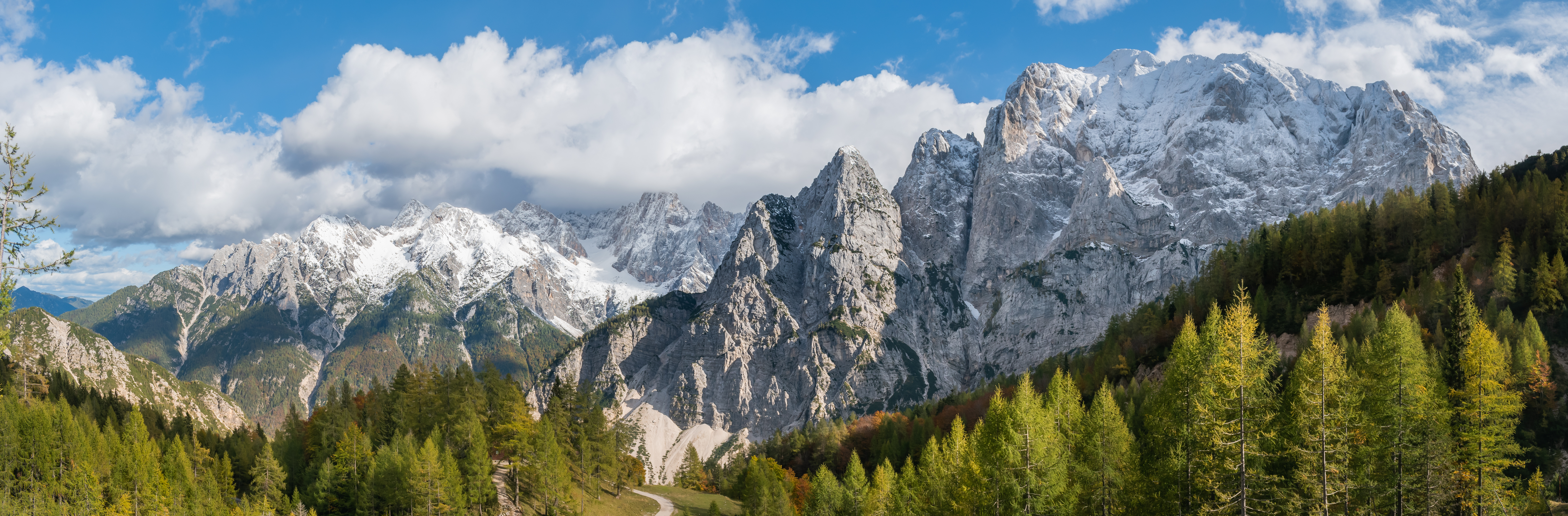
EU-Vogelschutzgebiet Julici in Slowenien

Die Liste der EU-Vogelschutzgebiete verzeichnet die Listen über die nach ach Art. 4 (1) der Europäischen Vogelschutzrichtlinie ausgewiesenen Besonderen Schutzgebiete (Special Protection Areas, SPA) der einzelnen Mitgliedsstaaten der Europäischen Union.
Die Größe dieser Schutzgebiete reicht von einzelnen Felsen (beispielsweise als Brutgebiet für Uhu oder Wanderfalken) über komplette Flusssysteme und Gebirgsstöcke  bis zu weiträumigen Meeresgebieten.
Insgesamt wurden durch die aktuell 27 Mitgliedsstaaten bisher 5.408 Vogelschutzgebiete gemeldet (Stand Mai 2022). Die Gebiete haben im Mittel eine Größe von 153 km², der Median liegt bei rund 22 km².
Die Vogelschutzgebiete sind über die gesamte Europäische Union verteilt. Das westlichste Vogelschutzgebiet ist Costa Sul e Sudoeste an der Südwestküste der zu Portugal gehörenden Azoreninsel Flores. Am weitesten östlich liegt das Vogelschutzgebiet Kavo Gkreko auf Zypern. Im Süden reicht das Netz der EU-Vogelschutzgebiete bis zur Kanareninsel El Hierro mit dem gleichnamigen Vogelschutzgebiet und im Norden bis nach Finnisch-Lappland mit dem FFH- und Vogelschutzgebiet Kaldoaivin Erämaa.

## Listen der EU-Vogelschutzgebiete
- Liste der EU-Vogelschutzgebiete in Belgien (255 Gebiete)
- Liste der EU-Vogelschutzgebiete in Bulgarien (120 Gebiete)
- Liste der EU-Vogelschutzgebiete in Dänemark (114 Gebiete)
- Liste der EU-Vogelschutzgebiete in Deutschland (742 Gebiete)
  - Liste der EU-Vogelschutzgebiete in Baden-Württemberg
  - Liste der EU-Vogelschutzgebiete in Bayern
  - Liste der EU-Vogelschutzgebiete in Berlin
  - Liste der EU-Vogelschutzgebiete in Brandenburg
  - Liste der EU-Vogelschutzgebiete in Bremen
  - Liste der EU-Vogelschutzgebiete in Hamburg
  - Liste der EU-Vogelschutzgebiete in Hessen
  - Liste der EU-Vogelschutzgebiete in Mecklenburg-Vorpommern
  - Liste der EU-Vogelschutzgebiete in Niedersachsen
  - Liste der EU-Vogelschutzgebiete in Nordrhein-Westfalen
  - Liste der EU-Vogelschutzgebiete in Rheinland-Pfalz
  - Liste der EU-Vogelschutzgebiete im Saarland
  - Liste der EU-Vogelschutzgebiete in Sachsen
  - Liste der EU-Vogelschutzgebiete in Sachsen-Anhalt
  - Liste der EU-Vogelschutzgebiete in Schleswig-Holstein
  - Liste der EU-Vogelschutzgebiete in Thüringen
  - Liste der EU-Vogelschutzgebiete in der ausschließlichen Wirtschaftszone
- Liste der EU-Vogelschutzgebiete in Estland (66 Gebiete)
- Liste der EU-Vogelschutzgebiete in Finnland (468 Gebiete)
- Liste der EU-Vogelschutzgebiete in Frankreich (403 Gebiete)
- Liste der EU-Vogelschutzgebiete in Griechenland (207 Gebiete)
- Liste der EU-Vogelschutzgebiete in Irland (165 Gebiete)
- Liste der EU-Vogelschutzgebiete in Italien (636 Gebiete)
- Liste der EU-Vogelschutzgebiete in Kroatien (38 Gebiete)
- Liste der EU-Vogelschutzgebiete in Lettland (98 Gebiete)
- Liste der EU-Vogelschutzgebiete in Litauen (85 Gebiete)
- Liste der EU-Vogelschutzgebiete in Luxemburg (18 Gebiete)
- Liste der EU-Vogelschutzgebiete in Malta (22 Gebiete)
- Liste der EU-Vogelschutzgebiete in den Niederlanden (78 Gebiete)
- Liste der EU-Vogelschutzgebiete in Österreich (100 Gebiete)
  - Liste der Europaschutzgebiete im Burgenland 1
  - Liste der Europaschutzgebiete in Kärnten 1
  - Liste der Europaschutzgebiete in Niederösterreich 1
  - Liste der Europaschutzgebiete in Oberösterreich 1
  - Liste der Europaschutzgebiete im Land Salzburg 1
  - Liste der Europaschutzgebiete in der Steiermark 1
  - Liste der Europaschutzgebiete in Tirol 1
  - Liste der Europaschutzgebiete in Vorarlberg 2
  - Liste der Europaschutzgebiete in Wien 1
- Liste der EU-Vogelschutzgebiete in Polen (145 Gebiete)
- Liste der EU-Vogelschutzgebiete in Portugal (62 Gebiete)
- Liste der EU-Vogelschutzgebiete in Rumänien (171 Gebiete)
- Liste der EU-Vogelschutzgebiete in Schweden (554 Gebiete)
- Liste der EU-Vogelschutzgebiete in der Slowakei (41 Gebiete)
- Liste der EU-Vogelschutzgebiete in Slowenien (31 Gebiete)
- Liste der EU-Vogelschutzgebiete in Spanien (659 Gebiete)
- Liste der EU-Vogelschutzgebiete in Tschechien (41 Gebiete)
- Liste der EU-Vogelschutzgebiete in Ungarn (56 Gebiete)
- Liste der EU-Vogelschutzgebiete in der Republik Zypern (33 Gebiete)